# Leisach
Leisach est une commune autrichienne du district de Lienz dans le Tyrol.